# Torneo de Buenos Aires 2022
El Argentina Open 2022 fue un evento de tenis profesional masculino de la categoría ATP 250 que se jugó en tierra batida. Se trató de la 25.a edición del torneo que forma parte del ATP Tour 2022. Se disputó del 7 al 13 de febrero de 2022 en el Buenos Aires Lawn Tennis Club de Buenos Aires, Argentina. Fue el último torneo profesional del argentino Juan Martín del Potro, campeón del Abierto de Estados Unidos 2009.

## Distribución de puntos
| Modalidad            | Campeón | Finalista | Semifinales | Cuartos de final | 2ª ronda | 1ª ronda | Clasificados | 2ª ronda de clasificación | 1ª ronda de clasificación |
| Individual masculino | 250     | 165       | 100         | 50               | 25       | 0        | 13           | 7                         | 0                         |
| Dobles masculino     | 250     | 150       | 90          | 45               | 20       | 0        | -            | -                         | -                         |

## Cabezas de serie

### Individuales masculino
| Tenista           | Ranking | Preclasificado |
| Casper Ruud       | 8       | 1              |
| Diego Schwartzman | 14      | 2              |
| Lorenzo Sonego    | 23      | 3              |
| Fabio Fognini     | 31      | 4              |
| Dušan Lajović     | 38      | 5              |
| Federico Delbonis | 41      | 6              |
| Albert Ramos      | 44      | 7              |
| Laslo Djere       | 49      | 8              |

- Ranking del 31 de enero de 2022.[2]

### Dobles masculino
| Tenistas                       | Ranking | Preclasificado |
| Simone Bolelli Máximo González | 45      | 1              |
| Fabio Fognini Horacio Zeballos | 77      | 2              |
| Ariel Behar Gonzalo Escobar    | 77      | 3              |
| Tomislav Brkić Nikola Čačić    | 79      | 4              |

## Campeones

### Individual masculino
Casper Ruud venció a  Diego Schwartzman por 5-7, 6-2, 6-3

### Dobles masculino
Santiago González /  Andrés Molteni vencieron a  Fabio Fognini /  Horacio Zeballos por 6-1, 6-1